# Caspar Koch
Caspar Koch (født 2. marts 1946 i København) er en dansk skuespiller, instruktør og dramatiker uddannet fra Aarhus Teater i 1973. Instruktør og skuespiller ved Aarhus Teater og Svalegangen 1973-1992. Stifter af teaterfællesskabet "Gruppen"/Aarhus Teater. Var i perioden 1991-1992 rektor for Statens Dramatikeruddannelse. Har været tilknyttet DR-Udvikling (1987-2004). Har fra 1991- 2017 været tilknyttet pastoralseminariet i Aarhus som ekstern lektor/kommunikation. Har i egen produktion skabt "Testamentetrilogien" bestående af Markusevangeliet, Peter og Ilddåben, Paulus - et spejl og en gåde. Opført over 300 gange 1998 - 2010.
Fra 1992 free-lance fortæller og foredragsholder.
Coachuddannet fra Zoënce Academy (UK), Ehama Institute (USA) og Nordlys (DK).
Drama:

I Danmark har jeg rod (Aarhus Teater), De fortabte Spillemænd (efter Wm. Heinesen. Aarhus Teater), Margrethespillet (Aarhus Festuge), Peter og Ilddåben (egen produktion), Huckleberry Finn (efter Mark Twain, Filuren, Odense Teater), Gengældelsens Veje (efter Karen Blixen, Teamteatret), En ny begyndelse (Anis).
Bøger:

I Danmark har jeg rod (Forlaget Drama), Liv og Konsekvens (antologi, forlaget Anis), Træløven (Forlaget Unitas), Inner Views (Forlaget Starseed Books, USA).
Modtog i 1998 Kaj Munk-prisen.